# شاپرکان کرم‌کیسه‌ای
شاپرکان کرم‌کیسه‌ای(نام علمی: Psychidae) نام یک تیره از بالاخانواده پروانه‌سانان تینئویدئا است.